# پرودوآ کناری
پرودوآ کناری (Perodua Kenari) خودرویی است که از سال ۲۰۰۰ تاکنون توسط شرکت مالزیایی پرودوآ تولید شده‌است. طراحی آن خودروهای موتور جلو-محور جلو بوده طول آن در حالت طبیعی ۳٬۴۶۰ میلیمتر (۱۳۶٫۲ اینچ)، عرض آن در حالت طبیعی ۱٬۵۰۰ میلیمتر (۵۹٫۱ اینچ)، ارتفاع آن در حالت طبیعی ۱٬۶۶۰ میلیمتر (۶۵٫۴ اینچ) و وزن آن در حالت طبیعی ۸۶۵ کیلوگرم (۱٬۹۰۷ پوند) است.
موتور آن ۹۸۹ سی‌سی است.
این خودرو بر پایه مدل دایهاتسو موو تولید می‌شود.